# Kazimierz Waydowski
Kazimierz Waydowski – polski urzędnik.

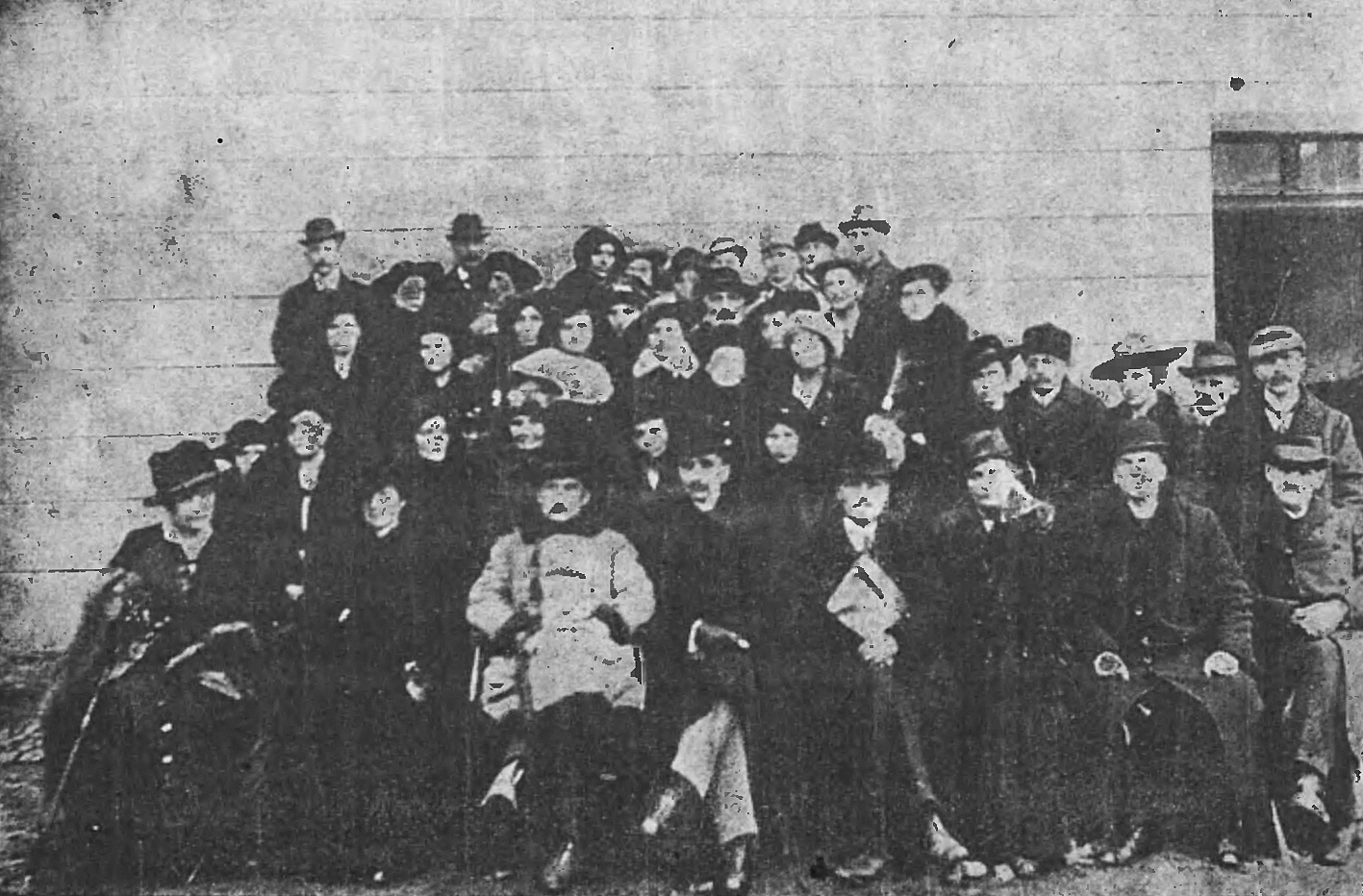
Starosta Waydowski z uczestnikami nauczycielskiego kursu sadownictwa w Sanoku (kwiecień 1918)

## Życiorys
W okresie zaboru austriackiego w ramach autonomii galicyjskiej wstąpił do służby państwowej. Od około 1888 był praktykantem konceptowym C. K. Namiestnictwa, a od około 1899 w tym charakterze pracował w urzędzie starostwa c. k. powiatu bóbreckiego, od około 1890 w urzędzie starostwa c. k. powiatu samborskiego, od około 1892 w urzędzie starostwa c. k. powiatu łańcuckiego, w którym od około 1895 był koncepistą C. K. Namiestnictwa, a od około 1899 komisarzem. W kwietniu 1905 został mianowany komisarzem powiatowym i od tego roku pracował w charakterze starszego komisarza w urzędzie starostwa c. k. powiatu stryjskiego. Od około 1907 był przydzielony do służby w C. K. Namiestnictwie, a od około 1908 pełnił funkcję kierownika urzędu starostwa c. k. powiatu kałuskiego (wobec opróżnienia posady starosty), a od około 1909 był tam etatowym starostą. Równolegle w tym okresie pełnił funkcję przewodniczącego Rady Szkolnej Okręgowej w Kałuszu.
W październiku 1912 został mianowany na urząd starosty c. k. powiatu sanockiego (stanowisko objął w listopadzie 1912) i sprawował je w kolejnych latach, także podczas jako I wojny światowej (po zmianach na stanowiskach na początku 1914 był jednym z dwóch urzędników pozostawionych na posadach w starostwie sanockim). Równolegle ze sprawowaniem urzędy starosty sanockiej pełnił funkcję przewodniczącego C. K. Rady Szkolnej Okręgowej w Sanoku. Podczas wojny m.in. przemawiał 12 listopada 1916 w Sanoku podczas uroczystości z okazji ogłoszenia Aktu 5 listopada. U schyłku Austro-Węgier opowiedział się po stronie nowych, polskich władz lokalnych w Sanoku. Na początku kwietnia 1919 decyzją Generalnego Delegata Rządu został przeniesiony w randze radcy namiestnictwa z Sanoka do Bochni.
Przekazywał środki finansowe na rzecz funduszu pomocy ubogim w Sanoku. Około 1911 otrzymał tytuł honorowego obywatela miasta Kałusza. W 1929 ukazała się publikacja autorstwa Kazimierza Waydowskiego pt. Zwiędłe liście.
Ożenił się z Marią Barbarą z domu Gaweł (córka Józefa). Ich dziećmi byli: Maria Joanna (ur. 1894 w Łańcucie, od 1917 zamężna z Zenon Poźniakiem, synem Adolfa, zm. 1958 w Katowicach), Jerzy Roman (ur. 1898), dr Tadeusz Waydowski.

## Odznaczenia
austro-węgierskie
- Krzyż Kawalerski Orderu Franciszka Józefa na wstążce Krzyża Zasługi Wojskowej (1916)[33][34][19].
- Medal Jubileuszowy Pamiątkowy dla Cywilnych Funkcjonariuszów Państwowych (przed 1912)[13][19].
- Krzyż Jubileuszowy dla Cywilnych Funkcjonariuszów Państwowych (przed 1912)[13][19].